# زرداختر آفریقایی
زرداختر آفریقایی (نام علمی: Hypoxis hemerocallidea) نام یک گونه از سرده زرداختر است.